# Ugadzsin Tomoja
Ugadzsin Tomoja (宇賀神 友弥; Hepburn: Ugajin Tomoya) (Toda, 1988. március 23. –) japán válogatott labdarúgó.

## Klub
2010-ben az Urava Red Diamonds csapatához szerződött, ahol 234 bajnoki mérkőzésen lépett pályára és 14 gólt szerzett.

## Nemzeti válogatott
2018-ban debütált a japán válogatottban.

## Statisztika
| Japán válogatott | Japán válogatott | Japán válogatott |
| Időszak          | Mérk.            | gól              |
| ---------------- | ---------------- | ---------------- |
| 2018             | 1                | 0                |
| Összesen         | 1                | 0                |